# Premios Juventud 2020
Os Premios Juventud 2020 irão acontecer no dia 12 de agosto de 2020 em Miami nos Estados Unidos. A transmissão será realizada pelo canal Univision para os Estados Unidos e países latino, o evento reconhecerá artistas da música latina, internet e televisão, neste ano Ivete Sangalo e Pabllo Vittar estão entre os indicados. Sebastián Yatra, Ana Patricia Gámez, Francisca Lachapel, Julissa Calderon e Borja Voces serão os anfitriões da  premiação latina. 
J Balvin, Bad Bunny e Karol G são os artistas que lideram a lista de indicados deste ano, J Balvin aparece com 12 indicações, Karol G vem logo atrás com 8 indicações, Bad Bunny aparece com 7 indicações. 

## Indicados

### Produtor do Ano
- · Chris Jedi & Gaby Music
- · Dimelo Flow
- · Dj Snake
- · Play-N-Skillz
- · Ovy On The Drums
- Sky Rompiendo
- · Steve Aoki
- · Subelo Neo
- · Tainy
- · Will.I.Am

### Artista Revelação - Feminino
- · Cazzu
- · Emilia
- · Jessie Reyez
- · Mariah Angeliq
- · Yennis

### Artista Revelação - Masculino
- El Alfa
- · Jhay Cortez
- · Lunay
- · Myke Towers
- · Rauw Alejandro

### Novo Artista Mexicano
- · Alex Fernández
- · Carin León
- · Grupo Firme
- · Natanael Cano
- · Neto Bernal

### Canções regionais picantes
- · ‘Amor tumbado’ - Natanael Cano
- · ‘Cosas de la clica’ - Herencia de Patrones
- · ‘El amor no fue pa' mí" - Grupo Firme ft. Banda Coloso
- · ‘El circo’ - El Fantasma
- · ‘Yo ya no vuelvo contigo’ - Lenin Ramírez ft. Grupo Firme

### The Traffic Jam
- · ‘China’ - Anuel AA ft. Daddy Yankee, Ozuna, Karol G & J Balvin
- · ‘Escondidos’ - La Adictiva
- · ‘Me quedaré contigo’ - Pitbull X Ne-Yo ft. Lenier & El Micha
- · ‘No elegí conocerte’ - Banda MS de Sergio Lizárraga
- · ‘Que tire pa' 'lante’ - Daddy Yankee

### Música que você não para de cantar
- · ‘Mi meta Contigo’ - Banda Los Sebastianes
- · ‘Pegao’ - CNCO ft. Manuel Turizo
- · ‘Ritmo (Bad Boys For Life)’ - Black Eyed Peas & J Balvin
- · ‘Se me olvidó’ - Christian Nodal
- · ‘Tusa’ - Karol G ft. Nicki Minaj

### Melhor Colaboração
- · ‘China’ - Anuel AA ft. Daddy Yankee, Ozuna, Karol G & J Balvin
- · ‘Indeciso’ - Reik, J Balvin & Lalo Ebratt
- · ‘Pegao’ - CNCO ft. Manuel Turizo
- · ‘Qué maldición’ - Banda MS de Sergio Lizárraga ft. Snoop Dogg
- · ‘Qué pena’ - Maluma ft. J Balvin

### Músicas Novas Durante a Quarentena
- · ‘Cuando amanezca’ - Nibal, Justin Quiles, Danny Ocean, Feid
- · ‘Color esperanza (2020]’ - Artistas múltiples: Diego Torres, Nicky Jam, Reik, Camilo, Farruko, Rubén Blades, Camila, Carlos Vives, Mau y Ricky, Thalía, Leslie Grace, Rauw Alejandro, Prince Royce, Pedro Capó, Kany García, Leonel Garcia, Río Roma, Diego El Cigala, Jorge Villamizar, Carlos Rivera, Ivete Sangalo, Coti Sorokin, Lali, Gente de Zona, Fonseca, Dani Martín, Manuel Turizo, Ángela Torres, Ara Malikian, Dilsinho
- · ‘El mundo fuera’ - Alejandro Sanz
- · ‘El tiempo pasa (Cuarentena)’ - Farruko, Sharo Towers, Andy Cay & Alex AC
- · ‘En casita’ - Bad Bunny ft. Gabriela
- · ‘Es hora de unirnos’ - Banda MS de Sergio Lizárraga
- · ‘Esta cuarentena’ - Abraham Mateo
- · ‘I believe that we will win’ - Pitbull
- · ‘Resistencia’ - Kendo Kaponi
- · ‘Tomar distancia’ - Piso 21

### OMG - Colaboração Inesperada
- · Banda MS De Sergio Lizárraga & Snoop Dog – ‘Qué maldición’
- · Natanael Cano & Bad Bunny – ‘Soy el diablo (remix)’
- · Reykon & Willie Colón – ‘Perriando (La murga remix)’
- · Shakira & Anuel AA – ‘Me gusta’
- · T3r Elemento & Farruko – ‘Del barrio a la ciudad’

### Artista Featzeiro
- · Anuel AA
- · Daddy Yankee
- · J Balvin
- · Manuel Turizo
- · Natti Natasha

### Artista das Mídias Sociais
- · Bad Bunny
- · Frida Sofía
- · Jennifer Lopez
- · Karol G
- · Sebastián Yatra

### Shipp do Ano
- · Camila Cabello y Shawn Mendes
- · Karol G y Anuel AA
- · Nicky Jam y Cydney Moreau
- · Rosalía y Kylie Jenner
- · Sebastián Yatra y Mau y Ricky

### Scroll Stopper (Artistas que você quer ver todas as publicações)
- · Bad Bunny
- · Cardi B
- · Guaynaa
- · Sebastián Yatra
- · Thalía

### Relação Humano e Pet
- · El Dasa con Benito
- · Frida Sofía con Phillippe
- · J Balvin con Paz y Felicidad
- · Karol G y Anuel AA con Goku
- · Maluma con Bonnie y Clyde

### Melhor Show em Casa
- · Alejandro Sanz & Juanes – ‘#LaGiraSeQuedaEnCasa’
- · Carlos Vives – ‘#NoTeVayasDeTuCasa El show de Carlos Vives’
- · Christian Nodal – ‘Juntos por la música #StayHome #WithMe #QuédateEnCasa’
- · Gerardo Ortiz – ‘Juntos por la música #StayHome #WithMe #QuédateEnCasa’
- · Sech – ‘#YouTubeAndChill concert’

### Quebra a Internet
- · Chiquis Rivera
- · Karol G
- · Lunay
- · Maluma
- · Natti Natasha

### Tripla Ameaça: Internet, TV e Musica
- · Danileigh
- · Juanpa Zurita
- · Isabela Merced
- · Luisa Fernanda W
- · Mario Bautista

### A Dupla
- · Analisse & Kat Rodríguez
- · Calle y Poché
- · Juanpa Zurita & Mario Ruiz
- · Karen González & Sebastián Robles
- · Martínez Twins

### Humorista do Ano
- · Alex Guzman (Blesiv)
- · Gadiel del Orbe
- · Lejuan James
- · Louie Castro
- · Salice Rose

### Influenciador das Causas Sociais
- · Canelo Álvarez
- · Edwin Castro
- · Indya Moore
- · Jessica y JP Domínguez
- · Julissa Calderón

### O Fashionista
- · Bad Bunny
- · Jennifer Lopez
- · Maluma
- · Sofía Carson
- · Thalía

### Lança Tendencias
- · Bad Bunny
- · Billie Eilish
- · Cazzu
- · J Balvin
- · Sofía Reyes

### Adora Tênis
- · Bad Bunny
- · De la Ghetto
- · Karol G
- · J Balvin
- · Rosalía

### Obsecado Pelo Cabelo
- · Amara La Negra
- · Camilo
- · J Balvin
- · Jennifer Lopez
- · Pabllo Vittar

### Arrasa Nas Unhas
- · Bad Bunny
- · Billie Eilish
- · Cardi B
- · Karol G
- · Rosalía

### Melhor Coreografia
- · ‘Aguardiente’ - Greeicy
- · ‘Amarillo’ - J Balvin
- · ‘Bogaloo supreme’ - Victor Manuelle y Wisin
- · ‘Que tire pa' 'lante’ - Daddy Yankee
- · ‘Whine up’ - Nicky Jam y Anuel AA

### Video com mensagem social
- · ‘Aleluya’ - Reik y Manuel Turizo
- · ‘Me estás matando’ - Natti Natasha
- · ‘No ha parado de llover’ - Maná y Sebastián Yatra
- · ‘Rojo’ - J Balvin
- · ‘Tiburones’ - Ricky Martin

## Info
- Os vencedores estão em Negrito.